# Krzysztof Drozdowski
Krzysztof Andrzej Drozdowski (ur. 15 marca 1985 w Bydgoszczy) – polski pisarz, dziennikarz, historyk wojskowości oraz polityk.

## Życiorys
Autor ponad 35 książek oraz broszur o tematyce historycznej, a także ponad 300 artykułów historycznych naukowych i popularnych. Współpracownik magazynów „Historia bez tajemnic”, „Polska Zbrojna Historia”, „Odkrywca” oraz „Wolna Droga”. W swojej twórczości zajmuje się m.in. historią szeroko pojętej wojskowości w II Rzeczypospolitej, historią III Rzeszy oraz tematyką regionalną. Doprowadził do wznowienia przez Instytut Pamięci Narodowej śledztwa dotyczącego niemieckich zbrodni w fordońskiej Dolinie Śmierci.
Prezes Fundacji Historycznej im. Mariana Rejewskiego, sekretarz Stowarzyszenia Patriotyzm i Wolność, członek Stowarzyszenia Historyków Wojskowości oraz Towarzystwa Miłośników Miasta Bydgoszczy.
Kolekcjoner archiwalnych fotografii Bydgoszczy. Prowadzi po mieście spacery tematyczne.

## Działalność polityczna
Przez blisko 4 lata był członkiem Platformy Obywatelskiej. W 2006 roku bezskutecznie ubiegał się o mandat radnego Bydgoszczy z listy PO, a w 2018 roku z listy Kukiz’15.
W 2018 roku związał się z Federacją dla Rzeczypospolitej Marka Jakubiaka i został sekretarzem generalnym ugrupowania oraz lokalnym pełnomocnikiem. W 2019 roku startował w wyborach do Parlamentu Europejskiego jako lider listy Konfederacji w okręgu obejmującym województwo kujawsko-pomorskie, nie uzyskał mandatu. W tym samym roku opuścił FdR.
Jako polityk skupiał się na tematach związanych z LGBT. Wiosnę Roberta Biedronia nazwał „homolistą”. W maju 2019 roku, wskazując na flagi Polski i Unii Europejskiej na bydgoskim ratuszu, pytał na konferencji prasowej: kiedy do tych dwóch flag dojdzie tęczowa i kiedy obok portretu Jana Pawła II będzie portret Conchity Wurst?. 
W 2019 roku był jednym z inicjatorów marszu pod hasłem „Bydgoszcz wolna od ideologii LGBT”. Po zakończeniu kampanii do Parlamentu Europejskiego wycofał się z polityki. 
W 2022 roku ogłosił, że w jednej z bydgoskich szkół na 20 dzieci w klasie, tylko 4 to Polacy. Faktycznie jednak polskich dzieci była połowa. 

## Publikacje książkowe
- Bitwa o Bydgoszcz 1945 (2012) ISBN 978-83-89789-13-6
- Bydgoszcz wita Armię. Wizyta marszałka Edwarda Śmigłego-Rydza w Bydgoszczy (2013) ISBN 978-83-7208-236-7.
- Graudenz 1945. Ostatnie tchnienie (2014) ISBN 978-83-89789-23-5
- Bydgoska architektura militarna w latach 1772–1945 (2017) ISBN 9788373391970
- Tajemnica Doliny Śmierci. Droga do prawdy (2018) ISBN 978-83-733-9223-6
- Z lotu ptaka. Bydgoszcz na fotografii lotniczej w latach 1911–1945 (2018) ISBN 978-83-733-9210-6
- 16 Pułk Ułanów Wielkopolskich im. gen. dyw. Gustawa Orlicz-Dreszera 1918–1939 (wspólnie z Piotrem Jerzychowskim, 2019) ISBN 9788373392359
- Zrzucić kajdany! Powrót Bydgoszczy do Macierzy w 1920 r. (2020) ISBN 978-83-7339-250-2.
- Pomorskie tajemnice III Rzeszy (2020) ISBN 978-83-7339-244-1.
- Wojenne sekrety Bydgoszczy (2020) ISBN 978-83-7339-241-0.
- 15 Dywizja Piechoty w wojnie polsko-bolszewickiej ISBN 978-83-7339-273-1.
- 15 Wielkopolska Dywizja Piechoty. Seria: Wielka księga piechoty polskiej 1918–1939 ISBN 978-83-7945-607-9.
- 25 Dywizja Piechoty Wielkopolskiej. Seria: Wielka księga piechoty polskiej 1918–1939 ISBN 978-83-7945-617-8.
- Schrony, tunele, ukrycia. Bydgoszcz podziemna w okresie PRL (2021) ISBN 978-83-733-9298-4
- Bydgoszcz w II wojnie światowej (2021) ISBN 978-83-65819-63-5
- Na straży Pomorza. Walki o Bydgoszcz w 1945 roku (2021) ISBN 978-83-7339-260-1.
- Bydgoszcz. historia w 100 przedmiotach (2022) ISBN 978-83-65819-77-2.
- Palili, mordowali, gwałcili. Zbrodnie Armii Czerwonej na Polakach 1920–1945 (2022) ISBN 978-83-962-3778-1
- Nie tylko „krwawa niedziela”. Bydgoski wrzesień 1939 dzień po dniu (2022) ISBN 978-83-658-1990-1.
- Rozkaz zabić! Tajemnica śmierci Heinricha Himmlera (2022) ISBN 978-83-964-8371-3.

## Nagrody
- Książka Tajemnica Doliny Śmierci. Droga do prawdy uzyskała w konkursie portalu Granice.pl i Histmag.org nagrodę czytelników na najlepszą książkę historyczną 2018 roku[8].
- W 2022 roku książka Bydgoszcz. Historia w 100 przedmiotach uzyskała główną nagrodę Marszałka Województwa Kujawsko-Pomorskiego w kategorii książka turystyczna[9].